# 손수아 (모델)
손수아(孫修雅, 제니 선(영어: Jenny Son), 1994년 3월 25일 ~ )는 대한민국의 여성 모델이며 무대 예술 디자이너이다.

## 주요 이력
서울 양천구 목동에서 개그우먼 겸 연기자 이경실의 1남 1녀 가운데 첫째로 출생한 이후 어렸을 때 서울 강남구 신사동에 이주하여 성장한 그녀의 신장은 171cm이고 체중은 47kg이며 중학교 시절에서 2014년까지 6년 남짓 캐나다 유학을 한 전력이 있다.

## 학력
- 서울대도초등학교(前) → 서울문래초등학교 졸업
- 문래중학교(前) → 노스 토론토 크리스천 스쿨 졸업
- 캐나다 요크 주립 대학교 연극영화학과(부전공: 미술디자인학) 2년 중퇴

## 출연작

### TV 프로그램
- 2000년 : MBC 문화방송 《전파견문록》
- 2001년 : KBS 한국방송공사 《행복채널》
- 2001년 : MBC 문화방송 《웹 투나잇》
- 2002년 : SBS 서울방송 《토요일이 온다》
- 2010년 : MBC 문화방송 《세바퀴》
- 2013년 : JTBC 《유자식 상팔자》
- 2016년 : SBS 서울방송 《슈퍼모델 선발대회》
- 2025년 : TV CHOSUN 《조선의 사랑꾼》

### TV 시리즈
- 2017년 : SBS 서울방송 《비정규직 아이돌》
- 2024년 : TV CHOSUN 《DNA 러버》 ... 한소리 역

### 영화
- 2018년 :《명당》 ... 남씨부인 역
- 2019년 :《악의제국: 13일의금요일 챕터2》 ... 유키에 역